# Roman Pasławski
Roman Pasławski (ur. 20 sierpnia 1879, zm. ?) – tytularny pułkownik kawalerii Wojska Polskiego.

## Życiorys
Urodził się 20 sierpnia 1879. W kawalerii C. K. Armii został mianowany kadetem z dniem 1 października 1901, następnie awansowany na porucznika z dniem 1 listopada 1901, na porucznika z dniem 1 maja 1909. Przez lata służył w szeregach 4 Galicyjskiego pułku ułanów w Żółkwi. Następnie, około 1910-1912 był oficerem 13 Galicyjskiego pułku ułanów w Złoczowie, a od około 1912 8 pułku ułanów w Czerniowcach, gdzie początkowo figurował w oddziale broni maszynowej. Podczas I wojny światowej został awansowany na rotmistrza z dniem 1 listopada 1914. Do 1918 pozostawał oficerem pułku ułanów nr 8.
Po odzyskaniu niepodległości przez Polskę został przyjęty do Wojska Polskiego. Mianowany podpułkownikiem kawalerii. W tym stopniu od 29 maja 1919 sprawował stanowisko dowódcy 2 pułku ułanów wielkopolskich, a po przemianowaniu jednostki na 16 pułk ułanów wielkopolskich był jego dowódcą od 17 stycznia 1920. Na tym stanowisku 11 czerwca 1920 został zatwierdzony z dniem 1 kwietnia 1920 w stopniu podpułkownika, w kawalerii, w grupie oficerów byłej armii austro-węgierskiej. Zweryfikowany do stopnia podpułkownika rezerwy kawalerii ze starszeństwem z dniem 1 czerwca 1919. W 1923 był oficerem rezerwowym 16 pułku ułanów w 1923. Z dniem 30 listopada 1923 został przeniesiony w stan spoczynku. Mieszkał w wielkopolskiej wsi Chwałkowo (1924, 1928). W 1934 jako tytularny pułkownik kawalerii był przydzielony do Oficerskiej Kadry Okręgowej nr VI jako oficer przewidziany do użycia w czasie wojny i pozostawał wówczas w ewidencji Powiatowej Komendy Uzupełnień Rawa Ruska. Do 1939 był dzierżawcą dóbr ks. Seweryny Sapieżyny w Biłce Szlacheckiej.

## Odznaczenia
austro-węgierskie
- Brązowy Medal Zasługi Wojskowej na wstążce Krzyża Zasługi Wojskowej (przed 1916)[12] z mieczami (przed 1918)[13]
- Krzyż Jubileuszowy Wojskowy (przed 1909)[6]
- Krzyż Pamiątkowy Mobilizacji 1912–1913 (przed 1914)[10]